# Interdnestrecom
Interdnestrecom (en cirílico, Интерднестрком), también conocida por sus siglas IDC, es una compañía de telecomunicaciones que provee servicios de telefonía móvil y acceso a internet en la autoproclamada República de Transnistria (territorio de Moldavia). Se fundó en 1998 y está controlada por el grupo Sheriff, propietario también del teleoperador ucraniano Intertelekom.
Como el gobierno transnistrio impide la implantación de la gran mayoría de empresas moldavas, incluidas las de telecomunicaciones, Interdnestrecom funciona de facto como un operador nacional.